# CSO Voluntari (volei feminin)
CSO Voluntari este un club de volei  parte a clubului polisportiv CSO Voluntari din Voluntari, România ce evoluează în Divizia A1 de volei feminin.

## Palmares

### Național
Divizia A1
 Campioane (1) : 2024
 Vicecampione (1): 2025
 Locul 3 (1): 2022
 Cupa României
 Finaliste (1): 2025
 Supercupa României
 Câștigătoare (1): 2024
 Finaliste (1): 2022

## Lotul actual
Echipa pentru sezonul 2024-25
- Rodica Buterez
- Iarina-Luana Axinte
- Iuna Zadorojnai
- Alexandra-Alice Kapelovies
- Denisa-Ioana Ionescu
- Antonia Gheți
- Irina Kosinski
- Tara-Anamaria Cristea
- Adriana-Valentina Alexandru
- Mira Todorova
- Daniela Terra
- Nikola Radosová
- Justyna Łukasik
- Suvi Kokkonen
- Taylor Fricano